# Cangbu (sockenhuvudort i Kina, Hubei Sheng, lat 30,83, long 114,59)
Cangbu är en sockenhuvudort i Kina. Den ligger i provinsen Hubei, i den centrala delen av landet, omkring 41 kilometer nordost om provinshuvudstaden Wuhan. Antalet invånare är 67 496. Befolkningen består av 32 593 kvinnor och 34 903 män. Barn under 15 år utgör 12,0 %, vuxna 15-64 år 77 %, och äldre över 65 år 9,0 %.
Runt Cangbu är det mycket tätbefolkat, med 1 095 invånare per kvadratkilometer. Cangbu är det största samhället i trakten. Trakten runt Cangbu består till största delen av jordbruksmark.
Genomsnittlig årsnederbörd är 1 738 millimeter. Den regnigaste månaden är juli, med i genomsnitt 284 mm nederbörd, och den torraste är december, med 27 mm nederbörd.